# Gianluca Basile
Gianluca Basile, italijanski košarkar, * 24. januar 1975, Ruvo di Puglia, Italija.
Gianluca Basile je eden najboljših italijanskih košarkarjev vseh časov. Kariero je začel v Reggio Emilii leta 1995. Pred začetkom sezone 1999/00 je prestopil k Fortitudu Bologni, s katerim je dvakrat postal italijanski prvak in igral na Final Fouru Evrolige. Po koncu sezone 2004/05 je prestopil k Barceloni. Julija 2008 je podaljšal pogodbo še za 2 sezoni.
Od sezone 2011 igra v italijanski ligi.